# Igor Zubeldia
Igor Zubeldia (Azkoitia, 1997. március 30. –) spanyol korosztályos válogatott labdarúgó, a Real Sociedad hátvédje.

## Pályafutása

### Klubcsapatokban
Zubeldia a spanyolországi Azkoitiában született. Az ifjúsági pályafutását a Real Sociedad akadémiájánál kezdte.
2015-ben mutatkozott be a Real Sociedad tartalék, majd 2016-ban az első osztályban szereplő felnőtt keretében. Először a 2016. május 13-ai, Valencia ellen 1–0-ra megnyert mérkőzés 84. percében, Rubén Pardo cseréjeként lépett pályára. Első gólját 2017. december 20-án, a Sevilla ellen hazai pályán 3–1-es győzelemmel zárult találkozón szerezte meg.

### A válogatottban
Zubeldia az U18-as és az U21-es korosztályos válogatottban is képviselte Spanyolországot.

## Statisztikák
2023. április 2. szerint
| Klub          | Szezon   | Osztály  | Bajnokság | Bajnokság | Kupa és Ligakupa | Kupa és Ligakupa | Nemzetközi | Nemzetközi | Összesen | Összesen |
| Klub          | Szezon   | Osztály  | Meccs     | Gól       | Meccs            | Gól              | Meccs      | Gól        | Meccs    | Gól      |
| ------------- | -------- | -------- | --------- | --------- | ---------------- | ---------------- | ---------- | ---------- | -------- | -------- |
| Real Sociedad | 2015–16  | La Liga  | 1         | 0         | 0                | 0                | —          | —          | 1        | 0        |
| Real Sociedad | 2016–17  | La Liga  | 4         | 0         | 0                | 0                | —          | —          | 4        | 0        |
| Real Sociedad | 2017–18  | La Liga  | 25        | 1         | 1                | 0                | 5          | 0          | 31       | 1        |
| Real Sociedad | 2018–19  | La Liga  | 33        | 0         | 4                | 1                | —          | —          | 37       | 1        |
| Real Sociedad | 2019–20  | La Liga  | 33        | 0         | 8                | 0                | —          | —          | 41       | 0        |
| Real Sociedad | 2020–21  | La Liga  | 24        | 1         | 2                | 0                | 4          | 0          | 30       | 1        |
| Real Sociedad | 2021–22  | La Liga  | 26        | 0         | 2                | 0                | 7          | 0          | 35       | 0        |
| Real Sociedad | 2022–23  | La Liga  | 22        | 1         | 3                | 0                | 5          | 0          | 30       | 1        |
| Összesen      | Összesen | Összesen | 168       | 3         | 20               | 1                | 21         | 0          | 209      | 4        |

## Sikerei, díjai
Real Sociedad
- Copa del Rey
  - Győztes (1): 2019–20

Spanyol U21-es válogatott
- U21-es labdarúgó-Európa-bajnokság
  - Győztes (1): 2019